# Marius Sabaliauskas
Marius Sabaliauskas (Kaunas, 15 november 1978) is een voormalig Litouws wielrenner.

## Belangrijkste overwinningen
1999
- Clasica Internacional "Txuma"

2000
- Giro del Canavese (U23)
- 2e etappe Ronde van Navarra

## Resultaten in voornaamste wedstrijden
| Jaar | Ronde van Italië | Ronde van Frankrijk | Ronde van Spanje |
| ---- | ---------------- | ------------------- | ---------------- |
| 2001 |                  |                     |                  |
| 2002 | opgave           |                     |                  |
| 2003 | 48e              |                     |                  |
| 2004 |                  | 42e                 | 87e              |
| 2005 | 66e              |                     |                  |

| Jaar |  | WK op de weg |
| ---- |  | ------------ |
| 2001 |  |              |
| 2002 |  | 89e          |
| 2003 |  |              |
| 2004 |  | 73e          |
| 2005 |  |              |